# San Diego Toros
San Diego Toros was een Amerikaanse voetbalclub uit San Diego, Californië. De club was de opvolger van Los Angeles Toros, dat een jaar eerder was opgericht en na één seizoen naar San Diego verhuisde. Na één seizoen werd de club ontbonden.

## Seizoen per seizoen
| Jaar | League | W  | V | G | Ptn | Reg. Seizoen       | Playoffs                                                                   |
| ---- | ------ | -- | - | - | --- | ------------------ | -------------------------------------------------------------------------- |
| 1968 | NASL   | 18 | 8 | 6 | 186 | 1st, Gulf Division | Won Playoff van Kansas City Spurs) Verloor Championship van Atlanta Chiefs |